# Lâm tặc
Lâm tặc là cách gọi để chỉ những người khai thác rừng trái phép, họ chặt rừng cho nhiều mục đích khác nhau nhưng chủ yếu là để kinh doanh. Những hành động của họ thường gây tác hại cho cân bằng sinh thái, môi trường rất lớn. Rừng ngày càng lùi sâu vào trong các biên giới xa.